# Hirta
Hirta è la più grande isola dell'arcipelago di Saint Kilda in Scozia. Il nome di "Hiort" (in gaelico scozzese) e "Hirta" (in lingua inglese) vengono anche comunemente utilizzati per identificare l'intero arcipelago.

## Geografia
L'isola misura 3,4 kilometri da est a ovest e 3,3 kilometri da nord a sud e copre una superficie di 6,285 chilometri quadrati per circa 15 chilometri totali di coste. L'unico reale punto di approdo è costituito dall'insenatura di Village Bay, nella parte Sud-Est dell'isola. Vi sono dolci rilievi che scendono verso il mare anche nei pressi di Glen Bay, nella parte Ovest della costa settentrionale, ma le rocce si gettano direttamente in acqua con un angolo poco accentuato e approdare in questa zona non è facile se non vi è la bassa marea. A parte queste due zone menzionate, vi sono dovunque delle scogliere che scendono a picco verso il mare. Tuttavia, si può approdare in piccoli anfratti sabbiosi tra le scogliere stesse, utilizzando dei kayak. Tali punti di approdo si trovano in corrispondenza della parte nord-est, dove è presente la sommità più alta dell'isola, Conachair (430 metri s.l.m.). St Kilds è probabilmente il nucleo di un vulcano originatosi nel Terziario, ma oltre alle rocce vulcaniche, sono presenti anche colline costituite di strati di arenaria.
L'isola di Dùn è separata da Hirta da uno stretto di mare poco profondo, largo circa 50 metri. Questo è normalmente impraticabile, ma si ritiene che si prosciughi in rare occasioni..

## Popolazione
Sebbene l'isola sia stata continuamente abitata dai tempi preistorici, gli ultimi abitanti vennero evacuati nel 1930 per malattie e influenze esterne.
Sull'isola sono state rinvenute tombe sepolcrali vichinghe. St Kilda fu parte del regno di Sua Eccellenza delle Isole, quindi passò sotto la proprietà dei MacLeods di Dunvegan dal 1498 fino al 1930. Su St Kilda vi erano tre cappelle dedicate a San Brendano, Santa Columba e al Corpo di Cristo, di cui rimangono i resti. Vi sono anche le rovine di una casa comune, nota come 'Amazon's House'.
Gli abitanti locali vivevano in condizioni molto dure: sopravvivevano sfruttando le migliaia di uccelli marini che nidificavano sull'isola. Vi è un gran numero di cosiddetti 'cleits', rifugi usati come magazzini per conservare la carne essiccata degli uccelli marini, pesci, fieno e zolle erbose. Gli isolani crearono un sistema di auto-governo molto democratico e le decisioni erano prese da un 'consiglio dell'isola', costituito da tutti gli uomini. Il villaggio odierno venne costruito negli anni intorno al 1830, sul vecchio villaggio della baia; alcuni abitanti emigrarono in Australia negli anni intorno al 1880, quindi la popolazione rimasta fu evacuata nel 1930 in seguito alle avversità e alle tempeste che avevano reso isolato l'arcipelago per intere settimane.
L'isola fu lasciata in eredità al National Trust di Scozia nel 1957 e fu designata come primo sito scozzese inserito nei Patrimoni dell'Umanità nel 1987. Oggi è possibile visitare l'isola. Il Ministero della Difesa britannico ha costruito una osservatorio militare a Hirta per monitorare la stazione missilistica a South Uist.

## Scogli circostanti

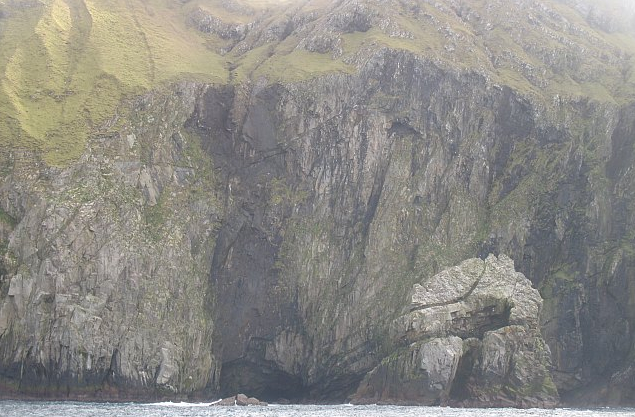
Bradastac

Hirta è circondata da un numero di scogli a forma appuntita: Bradastac, Mina Stac e Sgeir Domhnuill sono situati in prossimità delle scogliere di Conachair a Est, mentre Sgeir nan Sgarbh si trova a Sud, nei pressi di Osieval. Altri scogli sono An Torc, a Ovest di Ruabhal, ed Sgeir Mhòr situati a Settentrione, vicino Mullach Bi.
Vi sono altri scogli di dimensioni maggiori nell'angusto stretto di mare tra Hirta e Soay; i loro nomi sono Stac Dona, Stac Soay e Stac Biorach.